# Goriško tromestje
Pojem goriškega tromestja zaobjema čezmejno slovensko-italijansko multikulturno teritorialno območje mest Nova Gorica (SLO), Gorica (ITA) in Šempeter pri Gorici (SLO), ki vsega skupaj združuje preko 60.000 prebivalcev, kar predstavlja enega večjih urbanih centrov tako v Zahodni Sloveniji kot v deželi Furlaniji-Julijski krajini. Že od nekdaj je območje uveljavljeno kot središče v širšem pomenu, saj se nahaja na Goriškem polju na stičišču več naravnih enot - Posočja, Vipavske doline, Goriškega krasa, Goriških Brd,... V kontekstu Primorske predstavlja enega od treh pokrajinskih središč, poleg Trsta in Kopra.
Nekoč enotno goriško ozemlje, ki je bilo v povojnem času razparcelirano in nenaravno razdeljeno med dve nazorsko zelo različni entiteti, se v sodobnem času zopet sestavlja kot enotno in povezano, med drugim tudi s pomočjo Evropskega združenja za teritorialno sodelovanje (EZTS GO), katerega so ustanovile Občina Gorica, Mestna občina Nova Gorica in Občina Šempeter-Vrtojba z namenom opredelitve in reševanja skupnih izzivov, ki bodo lahko prispevali k povečanju konkurenčnosti in privlačnosti čezmejnega območja.

## Geografija

### Predeli
Sistematizacija po predelih ni uradna in sploh ni enotna, saj se med državama razlikuje. Slovenski sistem smatra navedene enote kot samostojna naselja, medtem ko so deli na italijanski strani priznani kot predeli (frazioni), nekateri pa so tudi samostojna naselja.

#### Nova Gorica
- Nova Gorica (center)
- Solkan
- Kromberk
- Rožna Dolina
- Pristava
- Loke
- Ajševica
- Stara Gora

#### Gorica
- Gorica (center)
- Grad (Castello)
- Stražišče (Straccis)
- Rojce (Campagnuzza)
- Placuta (Piazzutta)
- Svetogorska četrt (Montesanto)
- Podturn (San Rocco)
- Sveta Ana (Sant'Anna)
- Oslavje (Oslavia)
- Pevma (Piuma)
- Podgora (Piedimonte del Calvario)
- Ločnik (Lucinico)
- Štandrež (Sant'Andrea)

#### Šempeter
- Šempeter (center)
- Vrtojba

## Infrastruktura

### Cestni promet
Glavni nosilec cestnega prometa na tem območju je avtocesta A34 Vileš-Gorica, ki se na slovenski strani nadaljuje v smeri proti notranjosti države kot hitra cesta H4 Razdrto-Vrtojba. Skupaj ustvarjata severno povezavo med italijansko avtocesto A4 Torino-Trst ter slovensko avtocesto A1 Šentilj-Srmin. Mesto se na to os navezuje preko petih priključkov: Majnica (zahod), Gorica (center), Vrtojba, Šempeter in Vogrsko (vzhod).
Na italijanski strani so glavne cestne povezave državna cesta SS55 v smeri Devina in Trsta, regionalna cesta SR56, ki Gorico povezuje s Krminom in Vidmom, ter regionalna cesta SR351 do Červinjana. V Sloveniji glavna cesta 103 povezuje Goriško s severnim Posočjem, glavna cesta 204 vodi do Sežane, cesta 444 pa gre proti Notranjski.

### Železniški promet
Čez ozemlje poteka trasa Bohinjske proge, tako Bohinjski del (Jesenice-Nova Gorica), kot tudi Kraški del (Nova Gorica-Sežana), pa tudi linija iz Vidma do Trsta na italijanski strani. Oba glavna voda z glavno postajo Nova Gorica v Sloveniji ter postajo Gorizia Centrale v Italiji se vmes čez Šempeter in Štandrež povežeta v obliki črke H, a zaradi nedokončanih veznih lokov na obeh straneh trenutno ni vzpostavljenega mednarodnega potniškega prometa. Vendar pa se v prihodnje pričakuje izvedba take nadgradnje tako za potrebe daljinskega potniškega in tovornega prometa kot tudi mestne železniške linije. Proga v smeri proti Sežani se v Prvačini odcepi še za Ajdovščino, a tudi ta trenutno ni redno aktivna za potniški promet.

### Kolesarska infrastruktura
Geografske danosti za kolesarjenje so na tem območju idealne - tako z vidika reliefa, podnebja in tudi razdalj. Kolesarsko omrežje je dodobra razvito tako znotraj mesta kot tudi navzven, kjer se navezuje na regionalno čezmejno kolesarsko mrežo.
Za potrebe mestnega kolesarjenja je na voljo sistem za izposojo koles Go2Go, ki ga upravlja podjetje Nomago.

### Letališča
Na skrajnem jugu Gorice se nahaja manjše civilno letališče Aeroporto Duca D'Aosta, ki pa danes ni v redni uporabi. Hitro dostopno je Tržaško letališče (Ronke), Letališče Jožeta Pučnika (Ljubljana) ter mednarodni letališči v Benetkah in Trevisu.

### Mejni prehodi
- mejni prehod Vrtojba - Sant'Andrea (avtocestni)
- mejni prehod Rožna Dolina - Casa Rossa
- mejni prehod Erjavčeva ulica - Via San Gabriele
- mejni prehod Solkan - Via Monte Santo
- mejni prehod Šempeter - Via Vittorio Veneto
- mejni prehod Rafut
- mejni prehod Solkansko polje
- Trg Evrope
- železniški mejni prehod

## Kultura

### Kulturne ustanove

#### Gledališča in kulturni centri
- SNG Nova Gorica
- Gledališče Giuseppe Verdi
- Kulturni dom Nova Gorica
- Kulturni dom Gorica
- CTA
- Auditorium della Cultura Friulana
- Kulturni center Lojze Bratuž
- Kulturni center Mostovna

#### Muzeji in galerije
- Goriški muzej (Grad Kromberk, Vila Bartolomej, Muzej na meji)
- Musei Provinciali di Gorizia (Museo della Grande Guerra, Museo della Moda e delle Arti applicate, Palazzo Attems Petzenstein, Biblioteca Provinciale, Fototeca, Archivio Storico Provinciale)
- Palača Coronini Cronberg
- Museo di Santa Chiara
- Museo di Scienze Naturali
- Pokrajinski muzej Nova Gorica
- MGNG
- Galerija Artes
- Galerija GONG
- Galerija Frnaža
- Galerija Tir

## Izobraževanje in znanost

### Višješolsko izobraževanje
- Univerza v Novi Gorici
- Univerza v Trstu
- Univerza v Vidmu
- Univerza na Primorskem
- NOVA Univerza

### Knjižnice
- Goriška knjižnica Franceta Bevka (z enotami v Novi Gorici, Šempetru in Solkanu)
- Biblioteca Statale Isontina
- Knjižnica Damir Feigel - Narodna in študijska knjižnica
- Biblioteca Pubblica del Seminario Teologico Centrale
- univerzitetne knjižnice Univerze v Novi Gorici, Univerze v Trstu in Univerze v Vidmu

## Znamenitosti

### Parki in vrtovi
- Ljudski vrt (Giardino Pubblico di Corso Verdi)
- Grajski park (Parco Urbano del Castello)
- Borov gozdiček
- Rafutski park
- Dolina Korna (Valletta del Corno)
- Gozd Panovec
- Park spomina (Parco della Rimembranza)
- Šempetrski park
- Park Basaglia
- Bevkov park
- Primorski park
- Viatorijev vrt (Giardino Viatori)
- Solkanski park
- Občinski park (Parco del Municipio)
- Pevmski park (Parco Piuma)
- Solkanska plaža

### Trgi
- Travnik (Piazza della Vittoria)
- Bevkov trg
- Trg Ivana Roba
- Trg Evrope (Piazza della Transalpina)
- Trg Edvarda Kardelja (Travnik)
- Trg Casa Rossa (Piazza della Casa Rossa)
- Trg Jožeta Srebrniča
- Trg občinske palače (Piazza del Municipio)
- Trg Svetega Antona (Piazza Sant'Antonio)
- Trg Svetega Roka (Piazza San Rocco)
- Trg Marka Plenčiča
- Piazza Camillo Benso conte di Cavour
- Piazza Edmondo de Amicis
- Piazza Cesare Battisti
- Piazza Nicolò Tommaseo
- Piazza San Francesco D'Assisi
- Piazza Divisione Julia